# Luchthaven Svolvær Helle
Luchthaven Svolvær Helle (IATA: SVJ, ICAO: ENSH) is een vliegveld bij Svolvær op het eiland Austvågøy in de Lofoten. Het vliegveld wordt geëxploiteerd door het staatsbedrijf Avinor.
Het vliegveld heeft een landingsbaan van goed 870 meter. Vanwege de fysieke gesteldheid kan de baan nauwelijks worden verlengd. Dat betekent dat de plannen die er zijn om op de Lofoten een groter vliegveld te bouwen niet in Svolvær kunnen worden gerealiseerd.  
Helle wordt bediend door Widerøe die dagelijks vliegt op onder meer Tromsø, Bodø, Andenes en Oslo.